# Districte de Myjava
El districte de Myjava - (eslovac) Okres Myjava - és un dels 79 districtes d'Eslovàquia. Es troba a la regió de Trenčín. Té una superfície de 327,44 km², i el 2013 tenia 27.229 habitants. La capital és Myjava.

## Demografia
| Godina             | 1994   | 2004   | 2014   | 2024   |
| ------------------ | ------ | ------ | ------ | ------ |
| Nombre de persones | 30.018 | 28.527 | 27.083 | 24.809 |
| Diferència         |        | −4,96% | −5,06% | −8,39% |

| Godina             | 2023   | 2024   |
| ------------------ | ------ | ------ |
| Nombre de persones | 25.013 | 24.809 |
| Diferència         |        | −0,81% |

## Llista de municipis

### Ciutats
- Myjava
- Brezová pod Bradlom

### Pobles
Brestovec | Bukovec | Chvojnica | Hrašné | Jablonka | Kostolné | Košariská | Krajné | Podkylava | Polianka | Poriadie | Priepasné | Rudník | Stará Myjava | Vrbovce
1. 1 2  «Počet obyvateľov podľa pohlavia - obce (ročne) [om7102rr_obce=AREAS_SK]».   Statistical Office of the Slovak Republic, 31-03-2025. [Consulta: 31 març 2025].